# Zweiährige Zwenke
Die Zweiährige Zwenke (Brachypodium distachyon) ist eine Pflanzenart aus der Gattung der Zwenken (Brachypodium) innerhalb der Familie der Süßgräser (Poaceae).

## Beschreibung

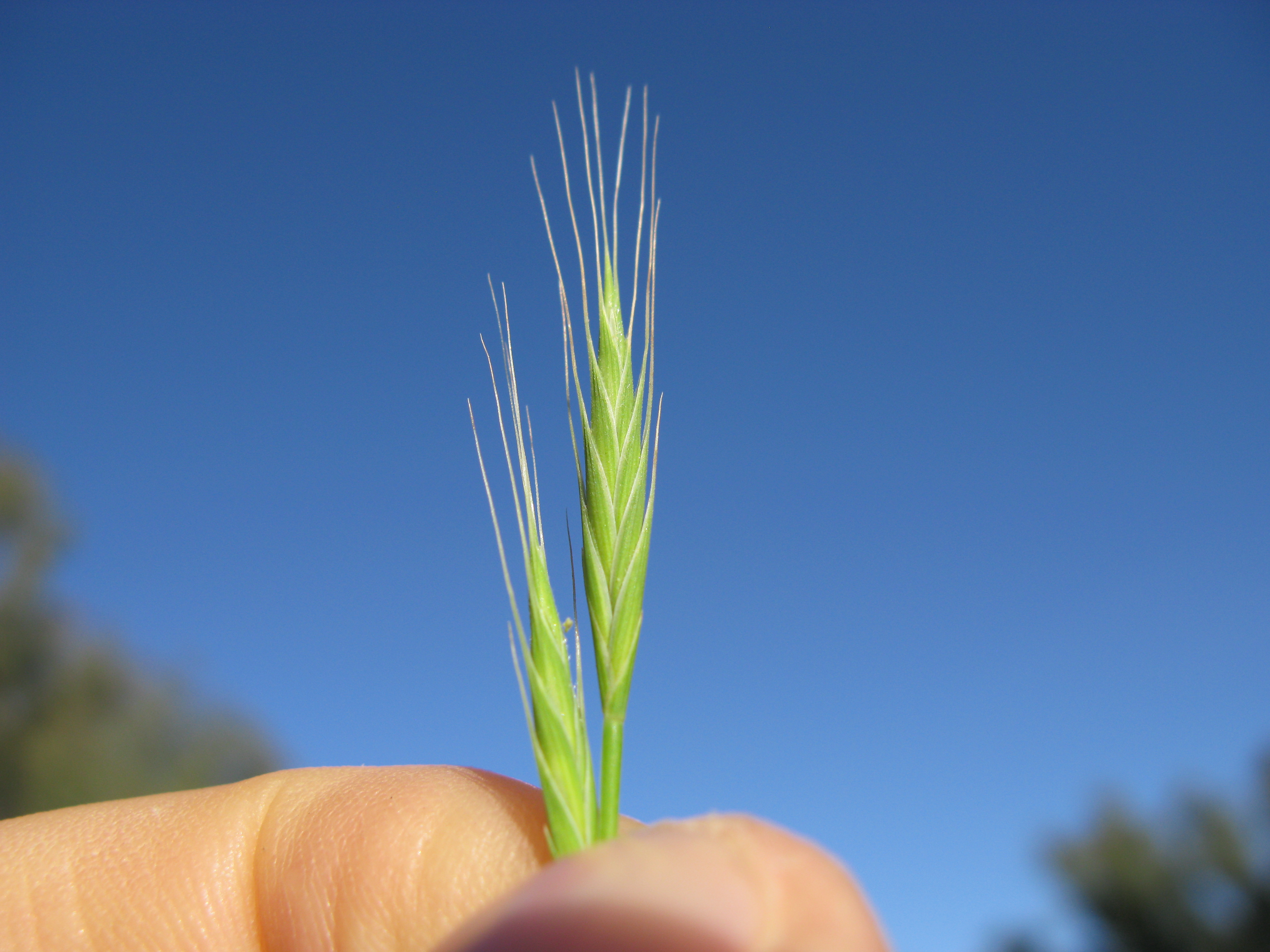
Ährchen

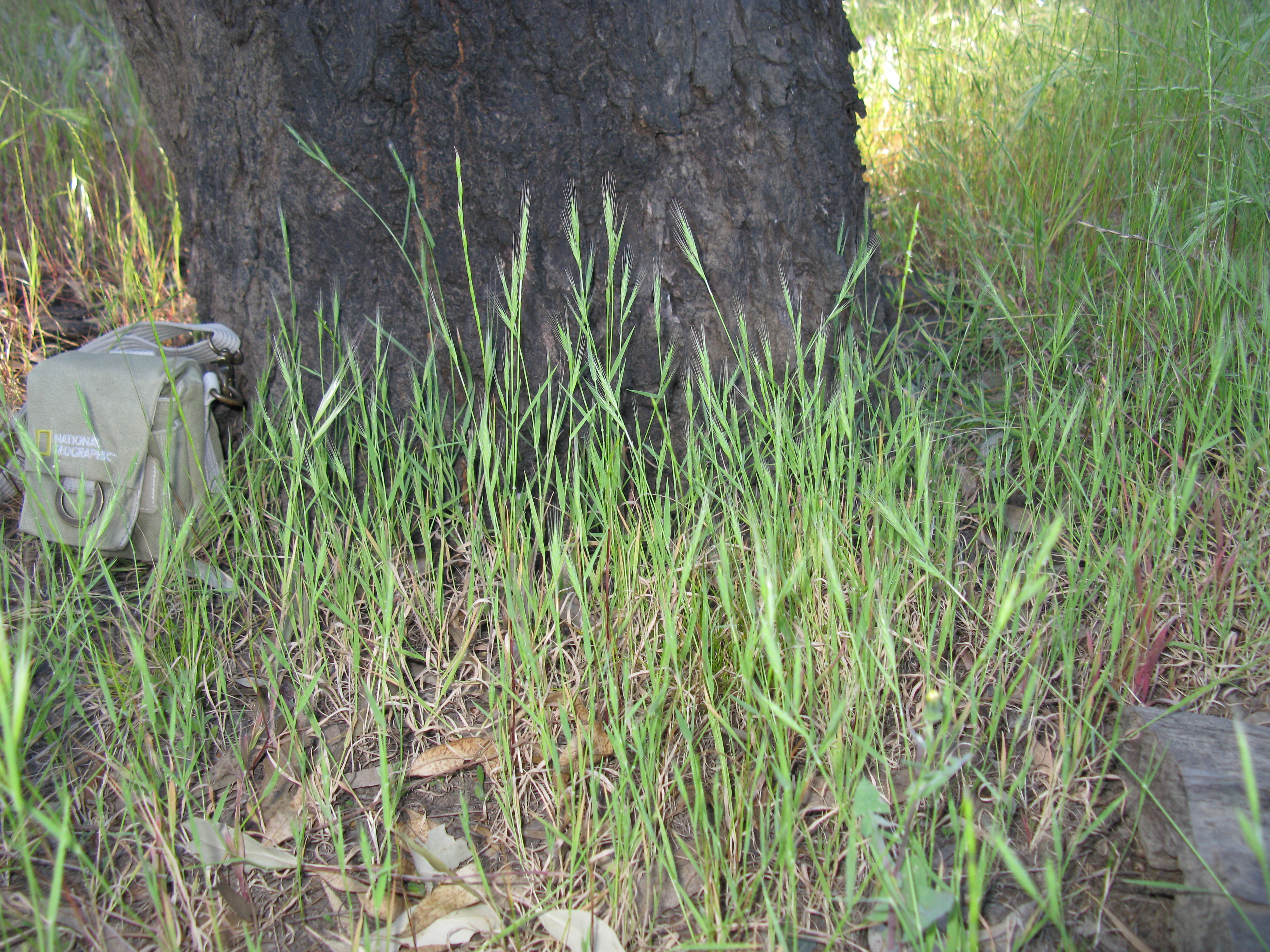
Bestand

Brachypodium distachyon ist ein einjähriges, in kleinen Büscheln wachsendes Gras. Die Halme werden 5–30–(70) Zentimeter hoch. Die Blattscheiden sind kahl oder an den Rändern bewimpert. Das Blatthäutchen ist ein 1,5–2,5 Millimeter langer, häutiger Saum. Die Blattspreiten sind 1,5–3 Millimeter breit und (1,7–)3–7(–11) Zentimeter lang. Die Blütentraube ist 3–6 Zentimeter lang, mit 1–4 kurz gestielten Ährchen. Die Ährchen sind 8–17-blütig und ohne die Grannen 15–30 Millimeter lang. Die Hüllspelzen sind 5–7-nervig, die untere 5–7,5 Millimeter lang, die obere 6–9 Millimeter lang. Die Deckspelzen sind siebennervig, 6–9,5 Millimeter lang und in eine 10–17 Millimeter lange Granne auslaufend. Die Staubbeutel sind etwa 1 Millimeter lang.
Die Blütezeit ist März bis Juni.
Die Chromosomenzahl beträgt 2n = 10, 20, 28, 30.

## Verbreitung
Brachypodium distachyon kommt ursprünglich von Makaronesien bis Indien und vom Mittelmeergebiet bis zum Iran und Afghanistan vor. In Südafrika, Australien und Amerika ist die Art ein Neophyt. Die Art hat ursprüngliche Vorkommen in Europa in den Ländern Portugal, Spanien, Frankreich, Italien, Slowenien, Kroatien, Montenegro, Kosovo, Albanien, Griechenland, Bulgarien, Türkei und Ukraine. In Mitteleuropa kommt die Art nur unbeständig vor. Es gibt Beobachtungen von Bayern, Baden-Württemberg, Rheinland-Pfalz, Nordrhein-Westfalen, Schleswig-Holstein, Mecklenburg-Vorpommern und Sachsen.

## Ökologie
Die Zweiährige Zwenke gedeiht in Macchien, in der Phrygana, der Garigue, auf Ruderalstellen, auf gestörten Plätzen und in Olivenhainen. Sie steigt im Mittelmeergebiet bis 800 und 1200 Metern Meereshöhe auf, auf den Kapverdischen Inseln bis 1800 Metern, im Iran bis 1600 Metern Meereshöhe.

## Taxonomie
Die Art wurde 1756 von Carl von Linné als Bromus distachyos in Flora Palaestina, quam, venia experientissimae Facult. Med. ... Seite 13 erstbeschrieben. Ambroise Marie François Joseph Palisot de Beauvois versetzte die Art 1812 in Essai d'une nouvelle Agrostographie; ou nouveaux genres des Graminées: Seite 155 als Brachypodium distachyon (L.) P.Beauv. in die Gattung Brachypodium. Synonyme der Art sind: Festuca distachya (L.) Roth, Triticum distachyon (L.) Brot., Festuca monostachyos Lam., Festuca rigida Roth und Trachynia distachya (L.) Link.